# 국제금융센터·부산은행역
국제금융센터·부산은행(부산미래IFC의원 부설검진센터)역(Busan International Finance Center·Busan Bank(Busan Future IFC Medical Center·Attached Medical Center)Station, 國際金融센터·釜山銀行驛)은 대한민국 부산광역시 남구 문현동에 있는 부산 도시철도 2호선의 전철역이다.

## 역사
- 1994년 10월 27일(목요일) : 부산 도시철도 2호선 서면역~장산역 구간 착공
- 2001년 8월 8일(수요일) : 부산 도시철도 2호선 서면역~금련산역 구간 연장 개통과 함께 문전역(門田驛)으로 영업 개시
- 2014년 12월 5일(금요일) : 국제금융센터·부산은행역(國際金融센터·釜山銀行驛)으로 역명 변경

## 역명 유래
기존의 문전역(門田驛)이라는 역명은 남구 문현동의 문(門)자, 부산진구 전포동의 전(田)자를 따서 칭한 역명이었으나 인근에 국제금융센터와 부산은행 본점이 있어서 국제금융센터·부산은행역(國際金融센터·釜山銀行驛)으로 변경되었다.

## 역명
역명이 10글자로 현재 대한민국에서 가장 긴 철도 역명이다.

## 역 구조
출입구는 4개다.

### 승강장
1면 2선의 섬식 승강장을 갖춘 지하역이며, 반밀폐형 스크린도어가 설치되어 있다.
| 문현↑   |
| 하상 \| |
| ↓전포   |

| 상행 | ● 부산 도시철도 2호선 | 대연·금련산·수영·해운대·장산 방면 |
| 하행 | ● 부산 도시철도 2호선 | 서면·사상·덕천·양산 방면          |

## 역 주변
- 문현금융단지
- 부산성동초등학교
- 한얼고등학교
- 문현4거리
- 황령터널
- 문현여자고등학교
- BIFC몰
- 지오플레이스
- 홈플러스 서면점
- 부산MBC
- 부산은행 본점

## 승차량 변동
역명이 바뀐 후 승차량이 확실히 늘은 것을 알 수 있다.
| 역 노선 | 승차 인원 | 승차 인원 | 승차 인원 | 승차 인원 | 승차 인원 | 승차 인원 | 승차 인원 | 승차 인원 | 승차 인원 | 승차 인원 | 승차 인원 | 승차 인원 | 승차 인원 | 승차 인원 | 주석  |
| 역 노선 | 2002년    | 2003년    | 2004년    | 2005년    | 2006년    | 2007년    | 2008년    | 2009년    | 2010년    | 2011년    | 2012년    | 2013년    | 2014년    | 2015년    | 주석  |
| ------- | --------- | --------- | --------- | --------- | --------- | --------- | --------- | --------- | --------- | --------- | --------- | --------- | --------- | --------- | ----- |
| 2호선   | 2254      | 2509      | 2602      | 2558      | 2492      | 2373      | 2434      | 2482      | 2549      | 2656      | 2683      | 2681      | 2884      | 4134      | [ 2 ] |

## 인접한 역
| 부산 도시철도 2호선 | 부산 도시철도 2호선   | 부산 도시철도 2호선 |
| ------------------- | --------------------- | ------------------- |
| 216 문현 장산 방면  | ● 부산 도시철도 2호선 | 218 전포 양산 방면  |

## 사진

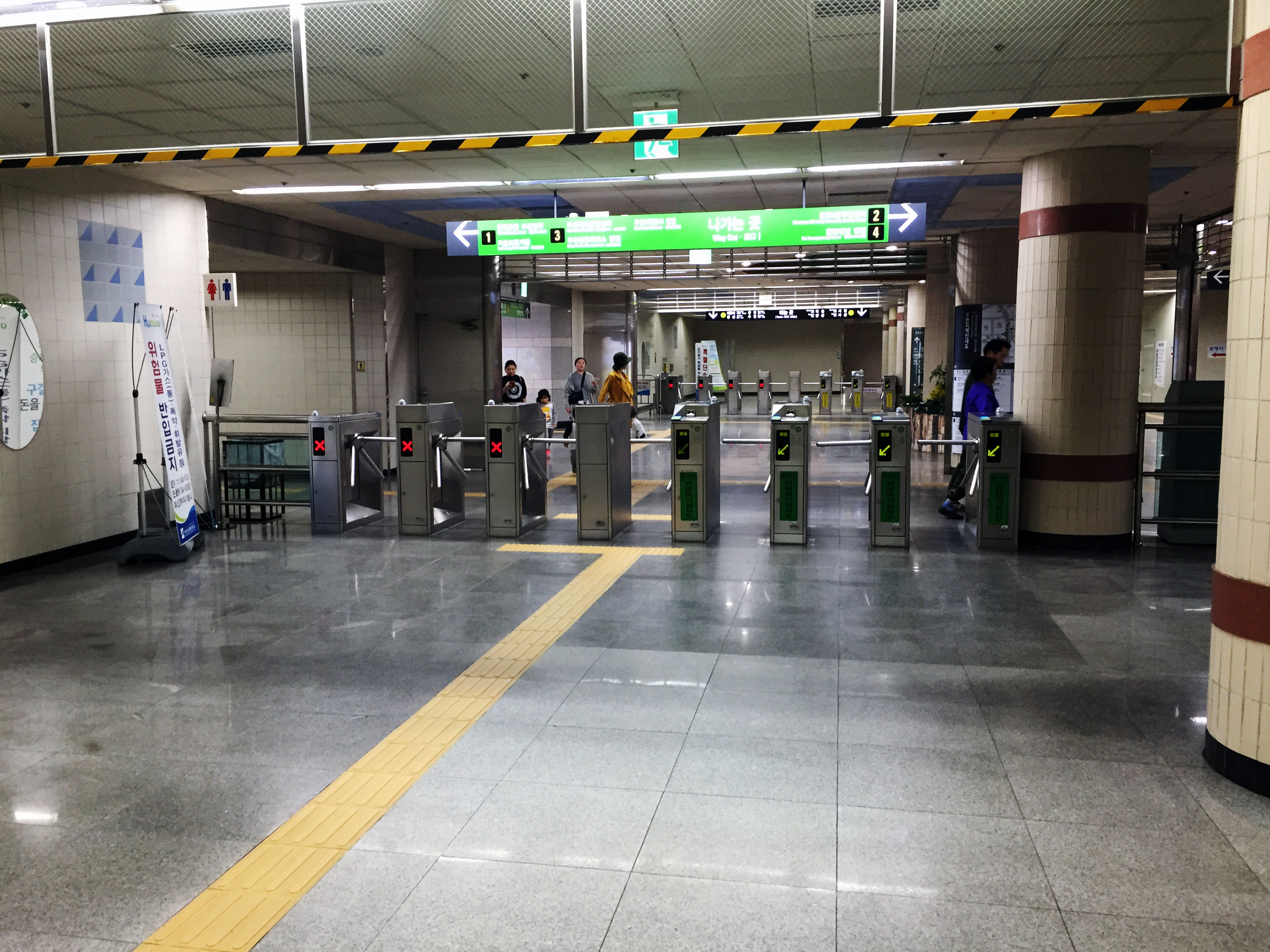
개찰구
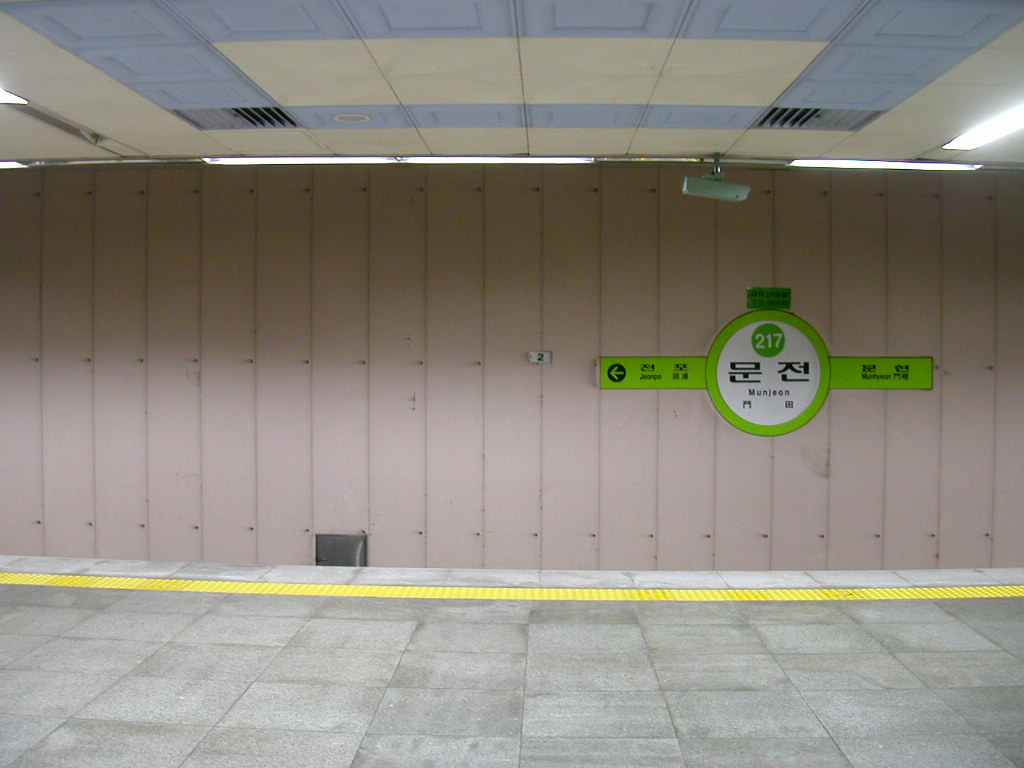
스크린도어 설치 전 양산 방향 승강장,문전역 시절 역명판
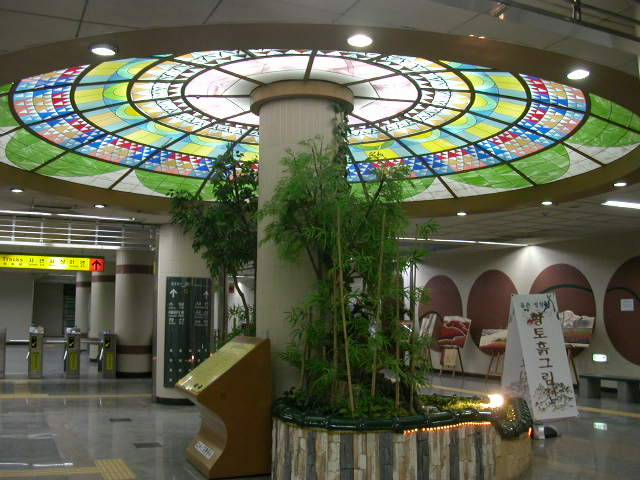
문전역 시절 장식과 스테인드글라스(현재도 있습니다)

## 같이 보기
- 경기도청북부청사역 : 경전철역 중에서 가장 역명이 긴 역
- 동대문역사문화공원역 : 환승역 중에서 가장 역명이 긴 역
- 송도달빛축제공원역 : 종착역 중에서 가장 역명이 긴 역